# Pauline Gracia Beery Mack
Pauline Gracia Beery Mack (Norborne, Missouri 19 de desembre de 1891 – 22 d'octubre de 1974) va ser una química estatunidenca. Va iniciar la seva recerca sobre el calci, la nutrició, la radiació i la densitat mineral òssia durant la dècada de 1930 i va culminar amb el treball per la NASA quan ja tenia setanta anys.

## Educació
Pauline Beery guanyar el seu grau en química a la Universitat de Missouri el 1913. Abans de dedicar-se de nou al seu treball de postrau, durant la primera guerra mundial, va ensenyar en una escola de secundaria de Missouri. Va llicenciar-se en química el 1919 a la Universitat de Colúmbia i el 1932, a la edat de 40 anys, va acabar el seu treball de doctorat a la Universitat de Pennsilvània.

## Vida professional
Pauline Beery va ensenyar química en el programa de economia domèstica a la Universitat de Pennsilvània el 1919. El 1941 va ser anomenada directora de l'Institut Ellen H. Richards a la Universitat de Pennsilvània. El 1950 la seva recerca en calci, nutrició i densitat mineral òssia fou reconeguda amb la medalla Francis P. Garvan de la  Societat Americana de Química.
Malgrat la seva àrea d'investigació principal era en nutrició i fisiologia, també va investigar amb tèxtils, detergents i tints. Pauline Beery fou l'assessora tècnica de l'Associació de Propietaris de Bugaderies de Pennsilvània i va ajudar a desenvolupar el codi d'estàndards de l'Associació de Netejadors i Tintorers de Pennsilvània.
La Dra. Mack fou prolífica en publicacions científiques en els seus anys a la Universitat de Pennsilvània i fins i tot el Fulletó de Química (Chemistry Leaflet) una revista de la Science Service, una organització sense ànim de lucre per la promoció de la ciència.
En els seus darrers anys, va arribar a ser degana de la Facultat d'Arts i Ciències de la Llar a la Texas State College per dones i va construir un programa de recerca excepcionalment ben finançat i considerat durant la dècada 1952–1962. A la edat de 70 anys, va retirar-se de la administració d'aquest centre per a convertir-se en la directora de recerca i treballar sobretot en projectes de la NASA per entendre com la falta de gravetat pot afectar la densitat del òssia. El seu treball va servir fer desenvolupar una dieta per tal de mitigar aquests efectes. Pauline Beery fou la primera dona a rebre el premi de Plata Snoopy per la seva excel·lència professional.

## Vida Personal
El desembre de 1923 Pauline Beery va casar-se amb el botanista i estampador Warren Bryan Mack. La parella va tenir dos fills, Oscar i Anna. L'any 1952 va quedar vídua i el 1973 va retirar-se de la recerca. Va morir l'any 1974 a Denton, Texas.

## Llegat
Els articles de Pauline Gracia Beery Mack són a l'Arxiu de la Col·lecció de Dones, Universitat de Dones de Texas, Denton, Texas, i a la Biblioteques de la Universitat Estatal de Pennsilvània. La seva tomba es troba al Center County Memorial Park a State College, Pennsilvània.